# امیرا هاس
امیرا هاس یا عمیرا هاس به (عبری: עמירה הס‎؛ زادهٔ ۲۸ ژوئن ۱۹۵۶)، روزنامه‌نگار و مؤلف اهل اسرائیل است.